# Sofie Thrige
Sofie Gedsted Thrige Andersen (født 15. maj 1996) er en dansk fodboldspiller, der spiller forsvar for B.93 i den anden bedste danske kvindelige række 1. division. Hun har tidligere spillet for Farsø/Ullits IK, Team Viborg, IF Lyseng Fodbold og senest Aarhus 1900 indtil hun skiftede til B.93 i februar 2020.
Hun er desuden tvillingesøster med den danske landsholds- og tidligere Fortuna Hjørring-spiller Sara Thrige.